# Solec (województwo opolskie)
Solec (dodatkowa nazwa w j. niem. Altzülz) – wieś w Polsce, położona w województwie opolskim, w powiecie prudnickim, w gminie Biała. Historycznie leży na Górnym Śląsku, na ziemi prudnickiej. Położona jest na terenie Wysoczyzny Bialskiej, będącej częścią Niziny Śląskiej. Przepływa przez nią rzeka Biała.
W latach 1975–1998 miejscowość należała administracyjnie do ówczesnego województwa opolskiego.
Według danych na 2011 wieś była zamieszkana przez 198 osób.

## Geografia

### Położenie
Wieś jest położona w południowo-zachodniej Polsce, w województwie opolskim, około 6 km od granicy z Czechami, na Wysoczyźnie Bialskiej. Należy do Euroregionu Pradziad. Leży na obszarze 389,9 ha. Ma charakter rolniczy. Głównymi uprawami są tutaj pszenica, rzepak i buraki cukrowe. Przez granice administracyjne wsi przepływa rzeka Biała. Leży na terenie Nadleśnictwa Prudnik (obręb Prudnik).

### Środowisko naturalne
W Solcu panuje klimat umiarkowany ciepły. Średnia temperatura roczna wynosi +8,3 °C. Duże zróżnicowanie dotyczy termicznych pór roku. Średnie roczne opady atmosferyczne w rejonie Solca wynoszą 621 mm. Dominują wiatry zachodnie.

## Nazwa
Nazwa miejscowości pochodzi od polskiej nazwy soli kuchennej. Polską historyczną nazwą miasta była nazwa Solec. Heinrich Adamy w swoim spisie nazw miejscowości na Śląsku, wydanym w 1888 roku we Wrocławiu, wymienia genezę nazwy „Von der Saline Czulicz bei Bialy kommt der name Zülz” (pol. Od salin Czuliczów obok Białej wywodzi się nazwa Zülz). Niemiecka nazwa Zülz pochodzi więc od zgermanizowanego nazwiska śląskiego rodu Czuliczów, do których należała salina (miejsce pozyskiwania soli) usytuowana w okolicy obecnej miejscowości Biała. Topograficzny opisu Śląska z 1865 roku wymienia miasto Biała (Zülz) oraz leżący w pobliżu Solec (Alt-Zülz) we fragmencie „Alt-Zülz (1534 Soletz, polnisch Sollec)”.
12 lutego 1948 r. ustalono urzędową polską nazwę miejscowości – Solec, określając drugi przypadek jako Solca, a przymiotnik – solecki.
W historycznych dokumentach nazwę miejscowości wzmiankowano w różnych językach oraz formach: de Solech (1278), in Antiquo Culcz (1285), de Antiquo Czulz (1285), in Antiquo Zculz (1285), Czultz, de Zeulcz, districtus Belnensi ordini S. Johannis (1350), Echar- dus … de Sulcz (1354), der alte Czulcz (1383), Solecz antiquum … alias Czulcz antiquum (1447), Soletz (1534), Solecz (1635), parochus Solecensis, in villa Solec (1679), Culc (1687), Alt-Ziltz, Silesius Cilcensis, pro capellano Cilcii, Alt-Ziltz, Zilcenses, In pago Alt-Ciltz (1687), Alt Zultz, P[ol.] Solec (1736), Alt Zulz (1743), Alt-Zulz, pohln. Solez (1784), Zulz, Alt-, Sollec (1845), Altzulz (Solec), Zulz Alt (Solec) (1900), Solec – Alt Zulz (1939), Altzulz (1941), Altzulz – Solec, -lca, solecki (1948), Solec, -lca (1982).

## Historia

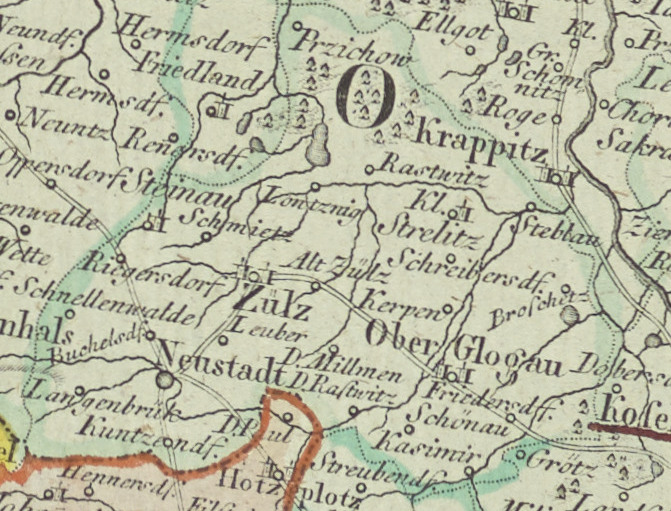
Solec (Alt Zülz) wśród miejscowości ziemi prudnickiej na mapie z 1804

Wieś lokowano w 1225. Od 1256 w Solcu istniała komandoria joannitów. Dwa łany ziemi w Solcu i Gostomii stały się częścią uposażenia komandorii w Łosiowie koło Brzegu. Komtur był proboszczem kościoła. Zakonnicy żyli z ofiar parafian, prowadząc równocześnie folwark. Pierwszy kościół drewniany wzniesiono w 1285. Drugi kościół murowany zbudowano w 1525. Obecny kościół neobarokowy jest z 1904. Konsekrowano go w 1912. Joannici prowadzili parafię do kasaty klasztorów na Śląsku w 1810. Obecnie w Solcu ma swoją siedzibę rzymskokatolicka Parafia św. Jana Chrzciciela, administracyjnie należąca do dekanatu bialskiego w diecezji opolskiej.
Do 1742 wieś należała do powiatu sądowego głogóweckiego w Monarchii Habsburgów. Po I wojnie śląskiej znalazła się w granicach Królestwa Prus i weszła w skład powiatu prudnickiego w prowincji Śląsk. Wieś posiadała swoją własną pieczęć, która przedstawiała w polu grabie w słup, za nimi skrzyżowane dwa cepy, a w otoku napis: ALTZÜLTZER: GEM: S / NEYSTAETER CREYS (pol. Gmina Solec / Powiat Prudnicki).

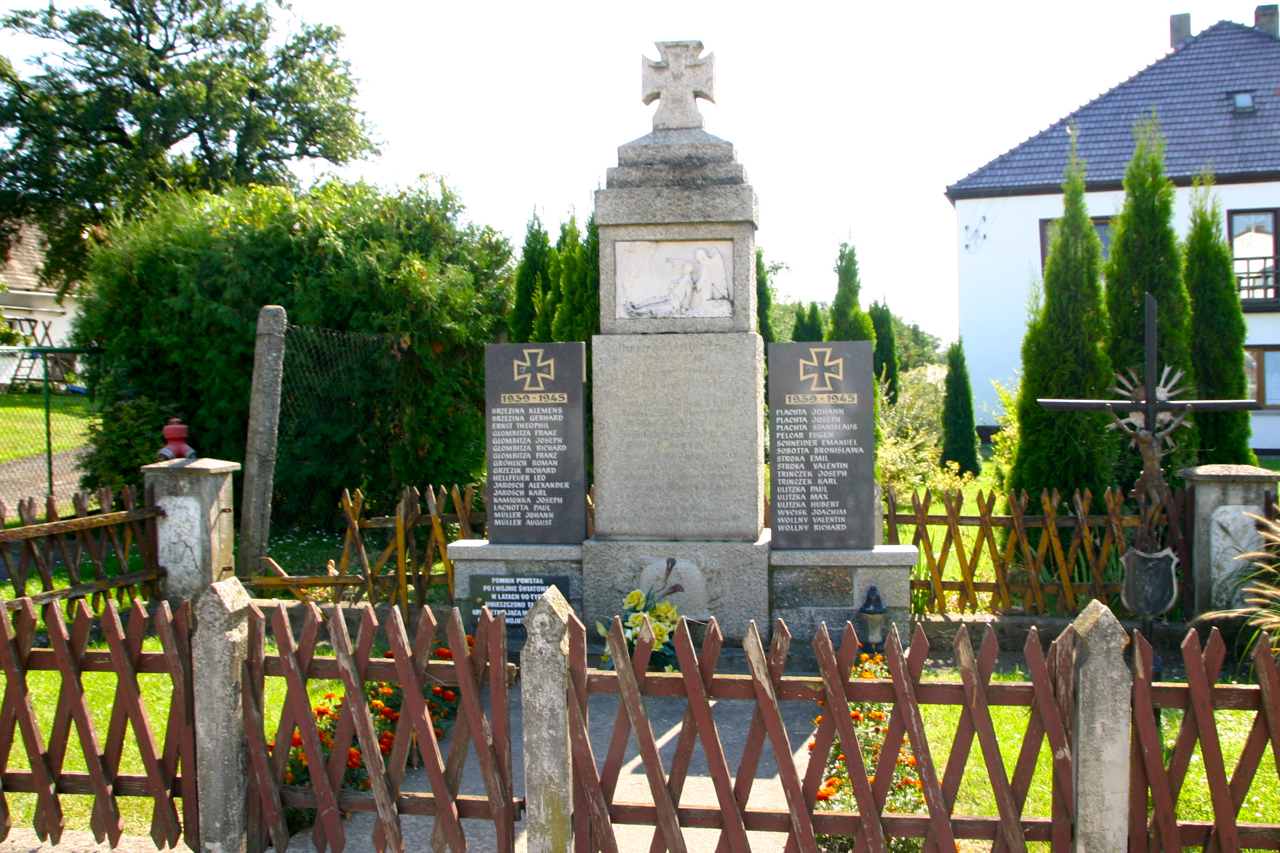
Pomnik upamiętniający mieszkańców wsi, którzy zginęli podczas I i II wojny światowej

Według spisu ludności z 1 grudnia 1910, na 270 mieszkańców Solca 12 posługiwało się językiem niemieckim, a 258 językiem polskim. W 1921 w zasięgu plebiscytu na Górnym Śląsku znalazła się tylko część powiatu prudnickiego. Solec znalazł się po stronie wschodniej, w obszarze objętym plebiscytem. Do głosowania uprawnionych było w Solcu 195 osób, z czego 145, ok. 74,4%, stanowili mieszkańcy (w tym 136, ok. 69,7% całości, mieszkańcy urodzeni w miejscowości). Oddano 193 głosy (ok. 99,0% uprawnionych), w tym 192 (ok. 99,5%) ważne; za Niemcami głosowało 167 osób (ok. 86,5%), a za Polską 25 osób (ok. 13,0%). W Solcu działało graniczne przejście drogowe uruchomione na czas głosowania. Po zakończeniu plebiscytu, Niemcy przeprowadzili dwa ataki na straż graniczną w Solcu, podczas których doszło do strzelanin. W latach 20. XX wieku powstał pomnik upamiętniający mieszkańców wsi, którzy zginęli podczas I wojny światowej.
Na frontach II wojny światowej zginęło 32 mieszkańców Solca. Tablice z ich nazwiskami postawiono przy pomniku upamiętniającym poległych w I wojnie światowej. W okresie walk o Prudnik w kwietniu i maju 1945 Rosjanie tymczasowo ewakuowali przez Solec do Strzeleczek niemieckich i polskich mieszkańców Prudnika i okolicznych wsi.
Od marca do maja 1945 powiat prudnicki znajdował się pod kontrolą radzieckiej komendantury wojskowej. 11 maja 1945 polska administracja przejęła władzę cywilną w powiecie prudnickim. Mieszkańcom Solca, posługującym się dialektem śląskim bądź znającym język polski, pozwolono pozostać we wsi po otrzymaniu polskiego obywatelstwa.
W latach 1945–1950 Solec należał do województwa śląskiego, a od 1950 do województwa opolskiego. W latach 1945–1954 wieś należała do gminy Gostomia, a w latach 1954–1972 do gromady Gostomia. Podlegała urzędowi pocztowemu w Białej.
W 1949 we wsi znajdowała się szkoła podstawowa prowadzona przez Inspektorat Szkolny w Prudniku. Podczas dożynek w 1991 w Solcu w miejscu, w którym przebiegała granica plebiscytu, postawiony został obelisk z tekstem: In der Heimat bin ich geboren. Drum gabich sie auch nicht verloren. O/S Abstimmungsgrenze 20.03.1921 (pol. W tej ojczyźnie jestem urodzony, dlatego nie oddam jej na zgubę. Granica plebiscytowa 20.03.1921). W 2004 Solec przystąpił do Programu Odnowy Wsi Opolskiej.

## Mieszkańcy
Miejscowość zamieszkiwana jest przez mniejszość niemiecką oraz Ślązaków. Mieszkańcy wsi posługują się gwarą prudnicką, będącą odmianą dialektu śląskiego. Należą do podgrupy gwarowej nazywanej Goloki.

### Liczba mieszkańców wsi
- 1871 – 298[36]
- 1885 – 296[37]
- 1905 – 284[38]
- 1910 – 270[21]
- 1933 – 252[39]
- maj 1939 – 243[39]
- październik 1939 – 291[39]
- 1966 – 278[40]
- 1998 – 229[41]
- 2002 – 220[41]
- 2009 – 207[41]
- 2011 – 198[41]
- 2013 – 196[42]

## Zabytki

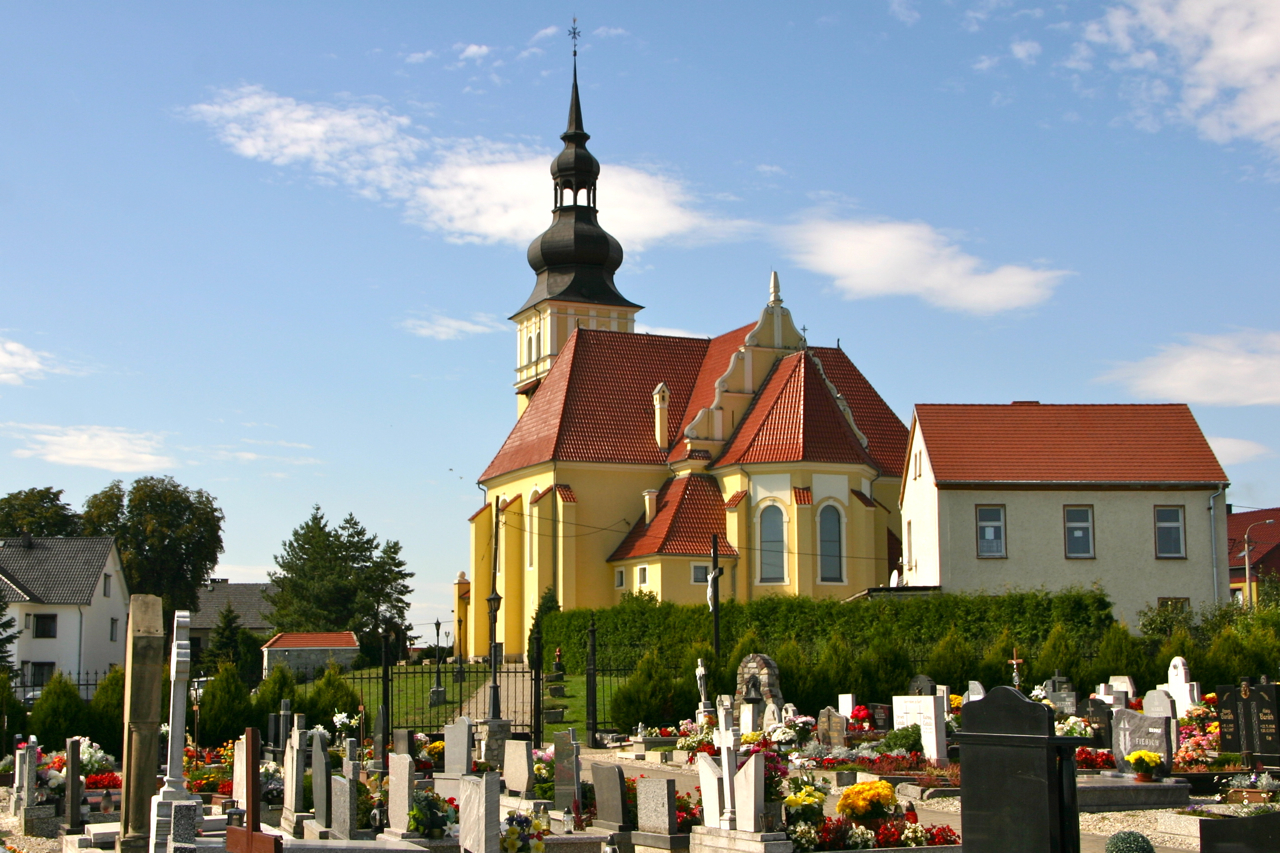
Kościół i cmentarz

Do wojewódzkiego rejestru zabytków wpisane są:
- kościół par. pw. św. Jana Chrzciciela, z l. 1902–1904
- cmentarz kościelny.

Zgodnie z gminną ewidencją zabytków w Solcu chronione są ponadto:
- układ ruralistyczny wsi
- kapliczka

## Pomniki i obiekty upamiętniające
- Pomnik poległych w I i II wojnie światowej – pomnik w Solcu powstały w latach 20. XX wieku jako upamiętnienie mieszkańców wsi, którzy polegli w I wojnie światowej. Dostawiono do niego dwie tablice, każda z szesnastoma nazwiskami mężczyzn, którzy zginęli podczas II wojny światowej. Na każdej tablicy znajduje się symbol Krzyża Żelaznego. Zgodnie z kryteriami w sprawie upamiętnień na obszarze RP żołnierzy niemieckich przyjętymi w uchwale Rady Ochrony Pamięci Walk i Męczeństwa w 1995, pomnik został uznany za nieprawidłowy[25].

Pomnik poległych w I i II wojnie światowej
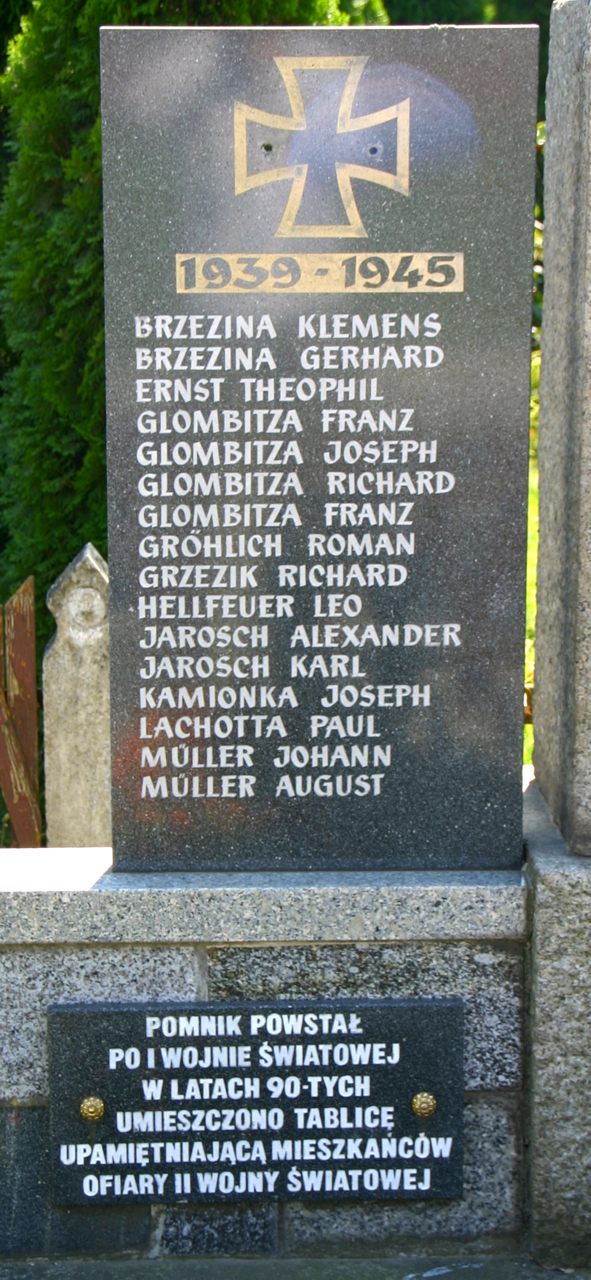
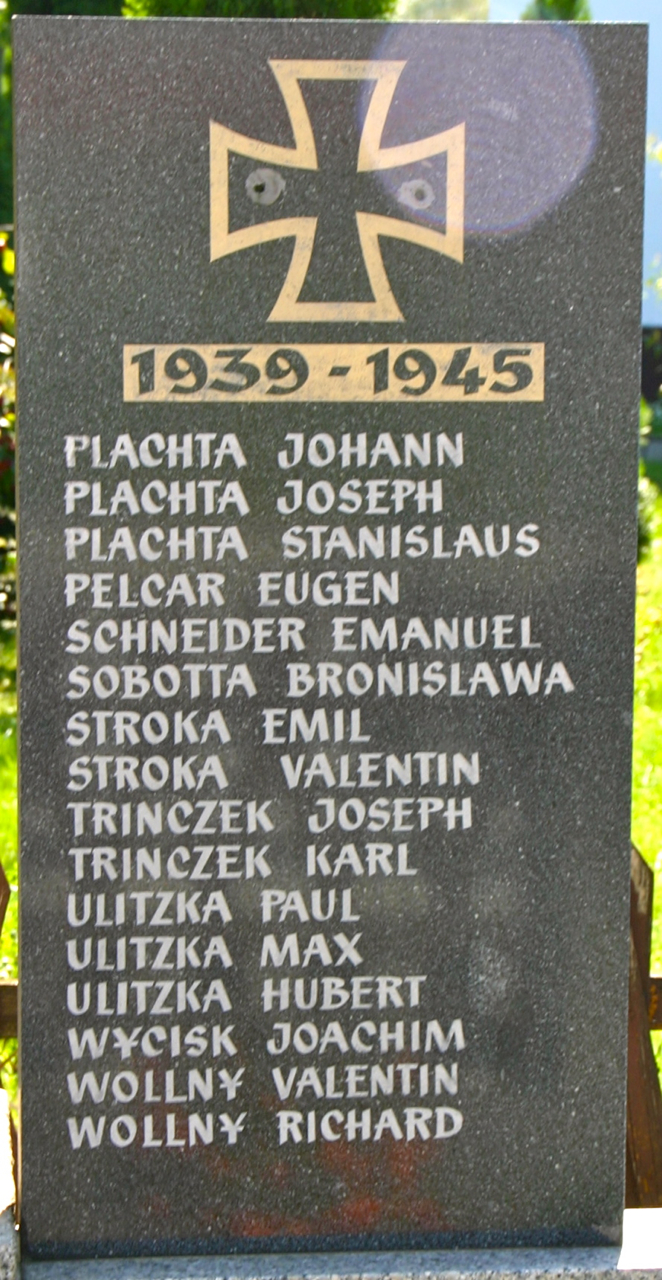

## Gospodarka
W Solcu siedzibę mają firmy Zakład Murarski Badura Roman, Murarstwo Badura Jan i „Badura” Firma Budowlana, zrzeszone w Cechu Rzemieślników i Przedsiębiorców w Prudniku.

## Transport
W zarządzie Wydziału Drogownictwa Starostwa Powiatowego w Prudniku znajdują się drogi powiatowe: nr 1208O relacji Biała – Solec – Rostkowice – Wilków – Mionów – Błażejowice Dolne – Mochów oraz nr 1256O relacji Nowy Browiniec – Browiniec Polski – Solec – Biała – Ligota Bialska – Otoki.
Solec posiada połączenia autobusowe z Głogówkiem, Prudnikiem. We wsi znajduje się jeden przystanek autobusowy.
Transport autobusowy w Solcu obsługiwany był przez PKS Prudnik. W 2004 prudnicki PKS został sprywatyzowany z udziałem Connex Polska. W 2008, w wyniku połączenia spółek PKS Connex Prudnik i PKS Connex Kędzierzyn-Koźle, utworzona została spółka Veolia Transport Opolszczyzna, w 2013 przejęta przez Arriva Bus Transport Polska. W 2019 Arriva wycofała się z Prudnika. Wówczas organizacją przewozów pasażerskich w Solcu i okolicy zajęły się ościenne PKS-y. W grudniu 2021 powołano Powiatowo-Gminny Związek Transportu „Pogranicze”, mający na celu poprawę jakości transportu.

## Oświata
W miejscowości Solec znajduje się e-Centrum, czyli sala edukacyjna wyposażona w komputery multimedialne. W tej sali odbywa się wiele zajęć edukacyjnych.

## Kultura
W Solcu działa Niemieckie Koło Przyjaźni (Deutscher Freundeskreis) – oddział terenowy Towarzystwa Społeczno-Kulturalnego Niemców na Śląsku Opolskim.

## Religia
W Solcu znajduje się katolicki kościół św. Jana Chrzciciela, który jest siedzibą parafii św. Jana Chrzciciela (dekanat Biała).

## Turystyka

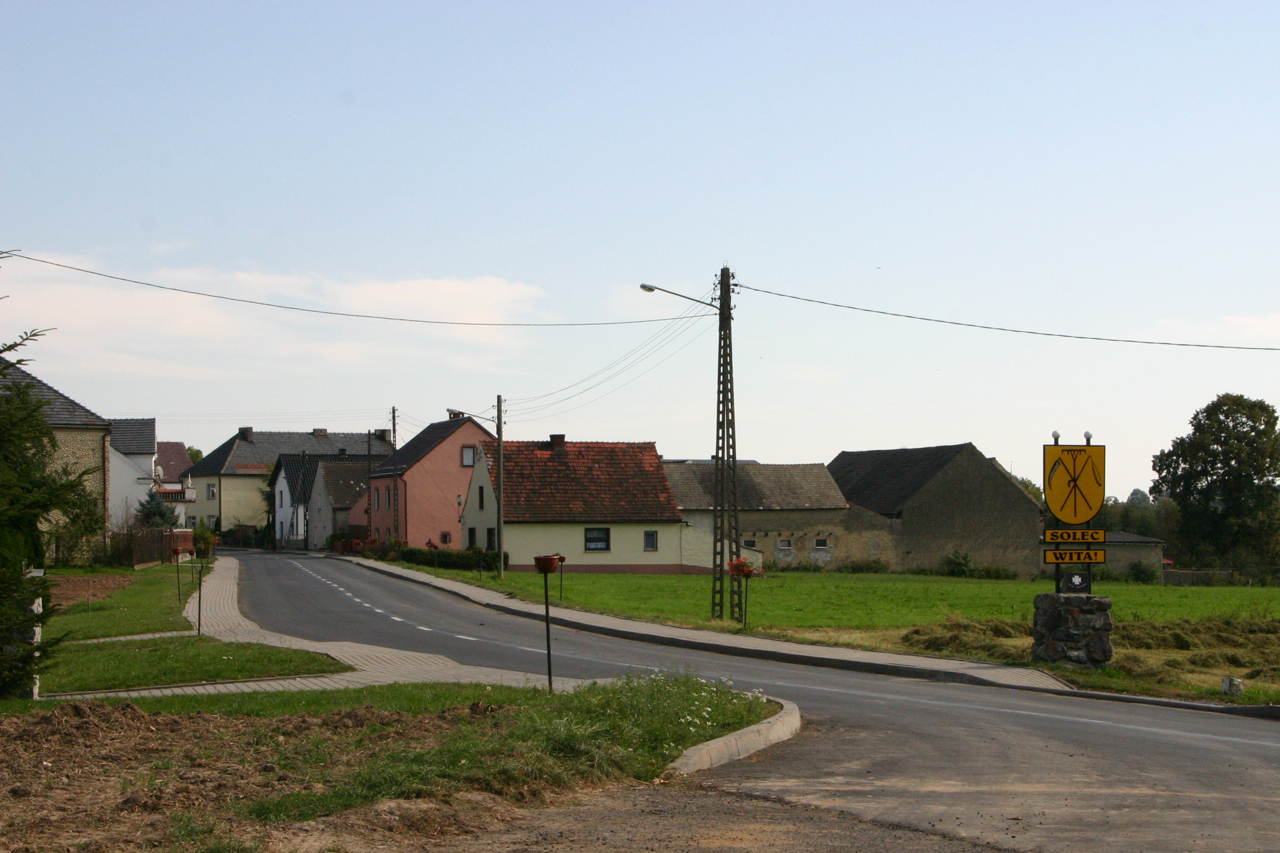
Wjazd do Solca od strony Białej. Po prawej tablica z nieoficjalnym herbem wsi.

Oddział PTTK „Sudetów Wschodnich” w Prudniku ustanowił turystyczną Odznakę Krajoznawczą Ziemi Prudnickiej, którą zdobywa się poprzez zwiedzenie odpowiedniej liczby obiektów w miejscowościach położonych na ziemi prudnickiej, w tym w Solcu. Przez Solec przebiega trasa Kolarskiego Rajdu Dookoła Ziemi Bialskiej, za przejechanie którego PTTK Prudnik przyznaje odznakę.
12 lipca 2010, w ramach organizowanego w Prudniku VI Europejskiego Tygodnia Turystyki Rowerowej, w którym wzięli udział rowerzyści z całej Europy, przez Solec prowadziła trasa „Szlakiem Pielgrzyma”.

### Szlaki turystyczne
Przez Solec prowadzą szlaki turystyczne:
- Szlakami bociana białego (46,6 km): Biała – Solec – Olbrachcice – Wierzch – Wilków – Rostkowice – Mokra – Łącznik – Brzeźnica – Górka Prudnicka – Ligota Bialska – Biała[60]
- Szlakiem zabytkowych kościołów (9,12 km): Prężyna – Biała – Śmicz – Miłowice – Kolnowice – Otoki – Ligota Bialska – Krobusz – Dębina – Łącznik – Mokra – Żabnik – Gostomia – Solec – Olbrachcice[61]

### Szlaki rowerowe
Przez Solec prowadzą szlaki rowerowe:
- Trasa rowerowa PTTK nr 261-c: Biała – Stare Miasto – Solec – Olbrachcice – Wierzch – Wilków – Rostkowice – Gostomia – Krobusz – Radostynia – Mokra – Łącznik – Brzeźnica – Górka Prudnicka – Ligota Bialska – Biała
- Trasa rowerowa PTTK nr 262-z: Biała – Stare Miasto – Solec – Rostkowice – Gostomia – Nowa Wieś Prudnicka – Urszulanowice – Moszna – Ogiernicze – Łącznik – Chrzelice – Rzymkowice – Pogórze – Frącki – Brzeźnica – Górka Prudnicka – Ligota Bialska – Biała

## Bezpieczeństwo
Miejscowość jest pod opieką dzielnicowego rejonu służbowego nr 15 Komendy Powiatowej Policji w Prudniku (Posterunek Policji w Białej).
Teren wsi, jak i całej gminy Biała, położony jest w strefie nadgranicznej w związku z czym Straż Graniczna dysponuje, na tym obszarze, specjalnymi kompetencjami w zakresie bezpieczeństwa. Gminę Biała obejmuje zasięgiem służbowym placówka Straży Granicznej w Opolu ze Śląskiego Oddziału SG.